# LGO Euskirchen/Erftstadt
Die LGO Euskirchen/Erftstadt (offiziell: Leichtathletik-Gemeinschaft OLYMPIA Euskirchen/Erftstadt e. V.) ist ein deutscher Sportverein aus Euskirchen mit dem Schwerpunkt Leichtathletik. Die Vereinsfarben sind Rot-Weiß.

## Geschichte

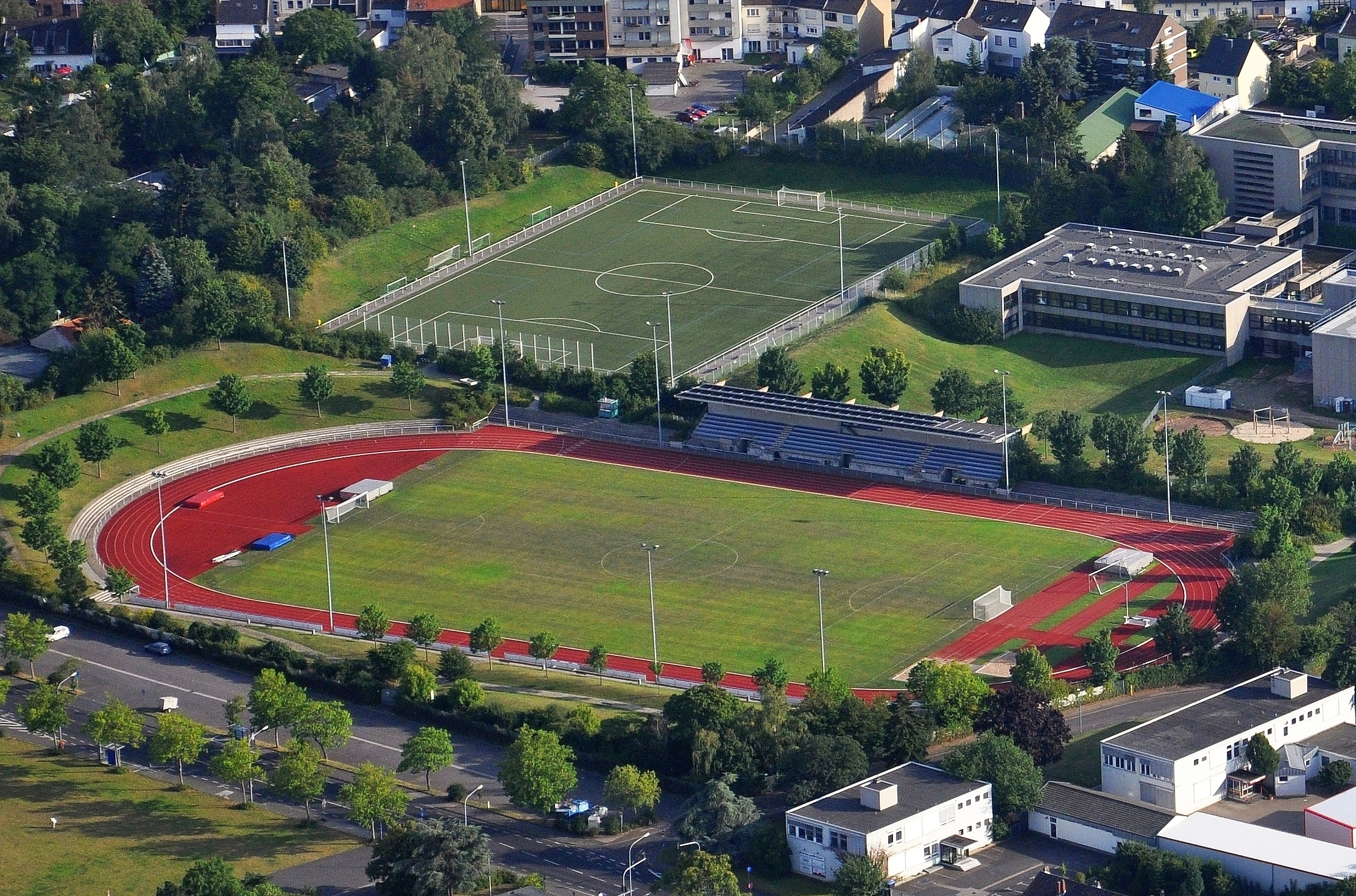
Erftstadion in Euskirchen

Die LGO Euskirchen/Erftstadt wurde am 30. Oktober 1957 in Euskirchen als reiner Leichtathletikverein gegründet. Es gibt Abteilungen in Euskirchen und Erftstadt. 1978 gründete eine Laufgruppe der LGO den Leichtathletikverein LC Euskirchen.
Wichtigste Trainingsstätten in Euskirchen sind das Erftstadion und die Sportanlage Im Auel (zukünftig Heinz-Flohe-Sportpark), die Jahnhalle und die Halle des Emil-Fischer-Gymnasiums. In Erftstadt ist die wichtigste Trainingsstätte das 2015 renovierte Schlosspark-Stadion in Liblar.

Speedskater Euskirchen

Das Sportangebot umfasst des Weiteren Breitensportangebote für Aerobic, Gymnastik und Eltern-Kind-Turnen und Hobbygruppen für Floorball, Basketball und Volleyball. Zudem gibt es eine Speedskating-Abteilung, die Speedskater Euskirchen, die der LGO angeschlossen ist.

## Bekannte Sportler
- Marlene Fuchs, geb. Klein, Deutsche Meisterin im Kugelstoßen 1962 und 1964[7] und Deutsche Hallenmeisterin im Kugelstoßen 1964.[8]
- Volker Mrasek, deutscher Wissenschafts- und Hörfunkjournalist[9]
- Johannes Schmitz, Bronzemedaillengewinner bei den Deutschen Meisterschaften 1962 im 50-km-Gehen.
- Jan Stecker, deutscher Fernsehmoderator[10]